# 鷹西美佳
鷹西 美佳（たかにし みか、1962年7月1日 - ）は、日本テレビの社員（コンプライアンス推進室番組審議会事務局所属）、元アナウンサー。

## 来歴・人物
富山県立砺波高等学校、東京女子大学文理学部心理学科卒業。1985年入社。同期に多昌博志・日高直人。また、テレビ朝日の松井康真アナは小学中学の同級生。
新人時代には研修の一環で全日本プロレスのリングで長州力にサソリ固めを掛けられるという経験もしている。
2010年7月に編成局アナウンス部長に就任するも、同年11月に退任し、コンプライアンス推進室番組審議会事務局に異動（アナウンス業務については『あなたと日テレ』終了まで兼務）。のちに事務局長も歴任した。社外活動としては2015年度日本女性放送者懇談会会長、公益財団法人世田谷区スポーツ振興財団理事等がある。
趣味の一つに囲碁があり、アマチュア二段の免状を持つほか、棋聖戦の棋譜解説番組や日本棋院制作の講座ビデオの聞き手も務めている。社交ダンスも趣味のひとつであり、『Shall we ダンス?』にダンスホールのダンス教師役で出演した。
2022年7月に定年退職するが、引き続き嘱託として日本テレビに勤務している。

## 担当番組
- ルンルンあさ6生情報（1986.10-1991.3）
- 独占!!スポーツ情報（1987.4-1990.3）
- 巨泉のこんなモノいらない!?（末期）
- 世界陸上競技選手権1991年東京大会（リポート）
- NNNニュースプラス1・サタデー（1992.10-2006.3）
- NNN日曜夕刊（1992.10-1996.3）
- あすの全国の天気（1992年頃）
- カネボウお天気さんぽ道（1992年頃）
- NNNニュースダッシュ（1996.4-2000.3）月-水曜→木・金曜担当
- NNNニュースプラス1・サンデー（1996.4-2000.9）
- NNNきょうの出来事週末版（1996.4-2006.9）
- NNN Newsリアルタイム・サタデー（2006.4-9）
- NNNニューススポット土・日曜（-2006.9）
- あなたと日テレ（2006.10-2012.9）
- ウッチャンナンチャンのウリナリ!!（初期の社交ダンス部顧問）
- NNNニュース（2011.1.2・3の10:30頃 箱根駅伝内包ニュース ）
- ご存じですか

## 映画
- Shall we ダンス?（1996年）- 西鷹役
- ガメラ3 邪神覚醒（1999年）- 『きょうの出来事』キャスター役
- 20世紀少年 第2章 最後の希望（2008年）- アナウンサー役

## 声優
- ルパン三世 炎の記憶〜TOKYO CRISIS〜：キャスター
- サマーウォーズ：キャスター

## テレビドラマ
- みのもんたの人生相談デカ 〜おもいッきりテレビ殺人事件〜（2002年）- キャスター役